# Campeonato Europeu de Halterofilismo de 1973
O 52º Campeonato Europeu de Halterofilismo foi organizado pela Federação Europeia de Halterofilismo em Madrid, na Espanha entre 10 a 18 de junho de 1973. Foram disputadas 9 categorias com a presença de 130 halterofilistas de 23 nacionalidades.

## Medalhistas
| Evento                       | Ouro                                 | Ouro              | Prata                                  | Prata             | Bronze                               | Bronze            |
| Mosca (até 52 kg)            | Mosca (até 52 kg)                    | Mosca (até 52 kg) | Mosca (até 52 kg)                      | Mosca (até 52 kg) | Mosca (até 52 kg)                    | Mosca (até 52 kg) |
| ---------------------------- | ------------------------------------ | ----------------- | -------------------------------------- | ----------------- | ------------------------------------ | ----------------- |
| Arranque                     | Lajos Szűcs · Hungria                | 97,5 kg           | György Kőszegi · Hungria               | 90,0 kg           | Ion Hortopan · Roménia               | 90,0 kg           |
| Arremesso                    | Lajos Szűcs · Hungria                | 127,5 kg          | György Kőszegi · Hungria               | 127,5 kg          | Arkadiusz Lipa · Polónia             | 125,0 kg          |
| Total                        | Lajos Szűcs · Hungria                | 225,0 kg          | György Kőszegi · Hungria               | 217,5 kg          | Boleslav Pachol · Tchecoslováquia    | 210,0 kg          |
| Galo (até 56 kg)             |                                      |                   |                                        |                   |                                      |                   |
| Arranque                     | Imre Földi · Hungria                 | 110,0 kg          | Georgi Todorov · Bulgária              | 110,0 kg          | Karel Prohl · Tchecoslováquia        | 107,5 kg          |
| Arremesso                    | Atanas Kirov · Bulgária              | 147,5 kg          | Georgi Todorov · Bulgária              | 142,5 kg          | Karel Prohl · Tchecoslováquia        | 142,5 kg          |
| Total                        | Atanas Kirov · Bulgária              | 255,0 kg          | Georgi Todorov · Bulgária              | 252,5 kg          | Karel Prohl · Tchecoslováquia        | 250,0 kg          |
| Pena (até 60 kg)             |                                      |                   |                                        |                   |                                      |                   |
| Arranque                     | Norair Nurikyan · Bulgária           | 122,5 kg          | János Benedek · Hungria                | 122,5 kg          | Dito Shanidze · União Soviética      | 120,0 kg          |
| Arremesso                    | Dito Shanidze · União Soviética      | 152,5 kg          | Norair Nurikyan · Bulgária             | 147,5 kg          | Jan Wojnowski · Polónia              | 147,5 kg          |
| Total                        | Dito Shanidze · União Soviética      | 272,5 kg          | Norair Nurikyan · Bulgária             | 270,0 kg          | János Benedek · Hungria              | 267,5 kg          |
| Leve (até 67,5 kg)           |                                      |                   |                                        |                   |                                      |                   |
| Arranque                     | Mukharby Kirzhinov · União Soviética | 130,0 kg          | Mladen Kuchev · Bulgária               | 127,5 kg          | Jenö Ambrozi · Hungria               | 125,0 kg          |
| Arremesso                    | Mukharby Kirzhinov · União Soviética | 172,5 kg          | Mladen Kuchev · Bulgária               | 167,5 kg          | Zbigniew Kaczmarek · Polónia         | 167,5 kg          |
| Total                        | Mukharby Kirzhinov · União Soviética | 302,5 kg          | Mladen Kuchev · Bulgária               | 295,0 kg          | Zbigniew Kaczmarek · Polónia         | 292,5 kg          |
| Médio (até 75 kg)            |                                      |                   |                                        |                   |                                      |                   |
| Arranque                     | Leif Jenssen · Noruega               | 147,5 kg          | Nedelcho Kolev · Bulgária              | 145,0 kg          | Valentin Mikhailov · União Soviética | 142,5 kg          |
| Arremesso                    | Nedelcho Kolev · Bulgária            | 185,0 kg          | Yordan Bikov · Bulgária                | 180,0 kg          | Valentin Mikhailov · União Soviética | 177,5 kg          |
| Total                        | Nedelcho Kolev · Bulgária            | 330,0 kg          | Yordan Bikov · Bulgária                | 322,5 kg          | Valentin Mikhailov · União Soviética | 320,0 kg          |
| Pesado-ligeiro (até 82,5 kg) |                                      |                   |                                        |                   |                                      |                   |
| Arranque                     | Vladimir Ryzhenkov · União Soviética | 157,5 kg          | Rumen Rusev · Bulgária                 | 150,0 kg          | Frank Zielecke · Alemanha Oriental   | 145,0 kg          |
| Arremesso                    | Vladimir Ryzhenkov · União Soviética | 195,0 kg          | Rolf Milser · Alemanha Ocidental       | 190,0 kg          | György Horváth · Hungria             | 190,0 kg          |
| Total                        | Vladimir Ryzhenkov · União Soviética | 352,5 kg          | Rumen Rusev · Bulgária                 | 335,0 kg          | Frank Zielecke · Alemanha Oriental   | 332,5 kg          |
| Meio-pesado (até 90 kg)      |                                      |                   |                                        |                   |                                      |                   |
| Arranque                     | David Rigert · União Soviética       | 165,0 kg          | Andon Nikolov · Bulgária               | 155,0 kg          | Bo Johansson · Suécia                | 155,0 kg          |
|                              | David Rigert · União Soviética       | 202,5 kg          | Atanas Shopov · Bulgária               | 200,0 kg          | Vasily Kolotov · União Soviética     | 200,0 kg          |
| Total                        | David Rigert · União Soviética       | 367,5 kg          | Andon Nikolov · Bulgária               | 352,5 kg          | Atanas Shopov · Bulgária             | 350,0 kg          |
| Pesado (até 110 kg)          |                                      |                   |                                        |                   |                                      |                   |
| Arranque                     | Pavel Pervushin · União Soviética    | 177,5 kg          | Taito Haara · Finlândia                | 162,5 kg          | Helmut Losch · Alemanha Oriental     | 157,5 kg          |
| Arremesso                    | Pavel Pervushin · União Soviética    | 222,5 kg          | Helmut Losch · Alemanha Oriental       | 205,0 kg          | Dieter Westphal · Alemanha Ocidental | 200,0 kg          |
| Total                        | Pavel Pervushin · União Soviética    | 400,0 kg          | Helmut Losch · Alemanha Oriental       | 362,5 kg          | Dieter Westphal · Alemanha Ocidental | 355,0 kg          |
| Super pesado (+ 110 kg)      |                                      |                   |                                        |                   |                                      |                   |
| Arranque                     | Vasily Alekseyev · União Soviética   | 177,5 kg          | Rudolf Mang · Alemanha Ocidental       | 172,5 kg          | Kalevi Lahdenranta · Finlândia       | 170,0 kg          |
| Arremesso                    | Vasily Alekseyev · União Soviética   | 240,0 kg          | Stanislav Batishchev · União Soviética | 225,0 kg          | Rudolf Mang · Alemanha Ocidental     | 215,0 kg          |
| Total                        | Vasily Alekseyev · União Soviética   | 417,5 kg          | Stanislav Batishchev · União Soviética | 395,0 kg          | Rudolf Mang · Alemanha Ocidental     | 387,5 kg          |

## Quadro de medalhas
Quadro de medalhas no total combinado
| Ordem | País               | Medalha de ouro | Medalha de prata | Medalha de bronze | Total |
| ----- | ------------------ | --------------- | ---------------- | ----------------- | ----- |
| 1     | União Soviética    | 6               | 1                | 1                 | 8     |
| 2     | Bulgária           | 2               | 6                | 1                 | 9     |
| 3     | Hungria            | 1               | 1                | 1                 | 3     |
| 4     | Alemanha Oriental  | 0               | 1                | 1                 | 2     |
| 5     | Tchecoslováquia    | 0               | 0                | 2                 | 2     |
| 5     | Alemanha Ocidental | 0               | 0                | 2                 | 2     |
| 7     | Polónia            | 0               | 0                | 1                 | 1     |
| Total | Total              | 9               | 9                | 9                 | 27    |